# 궁내부
궁내부(宮內府)는 조선 말기인 1894년 제1차 갑오개혁 때 신설되어 왕실 업무를 총괄한 관청이다.

## 개요
본래 조선 시대에 국정을 총괄하던 의정부는 국정 사무와 왕실 사무를 명확히 구분하지 않았다. 종친부와 의빈부, 돈녕부 등 왕실과 관련된 사무가 여러 부서에 흩어져 있기도 했다.
1894년의 통치기구 개혁으로 왕실과 관련된 행정을 일반 행정과 완전히 분리하여, 의정부에서 왕실 업무를 떼어내 궁내부에 맡겼다. 궁내부의 수장은 궁내부대신이 맡았다.
1899년에는 광무개혁을 통해 의정부를 정책 결정 기구로, 궁내부는 집행부로 삼아 대한제국의 양부 체제를 갖추는 변화가 이루어졌다. 이후 궁내부는 계속 확대되어 1902년에는 26개의 원(院), 국(局), 사(司)를 포함한 대관제(大官制)가 되었다. 이는 대한제국 고종이 근대화와 관련된 사무를 궁내부에 배치시켜 자신이 직접 통제했기 때문이다. 1904년까지 계속된 광무개혁을 주도한 인적 자원도 궁내부 관리들이었다.
1910년 한일 병합 조약 체결로 해체되었고, 궁내부 본연의 업무인 왕실 관련 사무는 신설된 이왕직으로 이관되었다.

## 궁내부 소속관청
다음은 1902년(광무 6년) 기준 궁내부 소속 관청이다. 이러한 각 관청 이외에 궁내부 대신 직속으로 대신관방(大臣官房, 비서실 겸 총무국)이 존재하였다.
- 궁내부(宮內府)

칙임관: 특진관(特進官)
주임관: 비서관(秘書官), 내사과장(內事課長), 외사과장(外事課長), 통역관(通譯官), 조사과장(調事課長)
- 시종원(侍從院): 시종(侍從)과 시강(侍講) 사무를 관장하기 위하여 설치한 기구

칙임관: 시강(侍講)
주임관: 시종(侍從), 봉시(奉侍), 승봉(承奉)
판임관: 주사(主事), 좌시어(左侍御), 우시어(右侍御)
- 비서원(秘書院): 황명의 출납과 기록을 맡아본 관청.

칙임관: 경(卿)
주임관: 승(丞)
판임관: 랑(郞)
- 규장각(奎章閣): 역대 임금의 어진(御眞) · 어제(御製) 어필(御筆)과 왕실의 전적, 도서의 모각(模刻) 등사(等事)를 관장하던 관청.

칙임관: 학사(學士)
주임관: 직학사(直學士)
판임관: 직각(直閣), 대제(待制), 주사
- 홍문관(弘文館): 궁중의 경서(經書) ·사적(史籍)의 관리, 문한(文翰)의 처리 및 황제의 자문에 응하는 일을 맡아보던 관청

칙임관: 경연관(經筵官)
주임관: 경연관
판임관: 시강
- 장례원(掌禮院): 각종 의식과 제례(祭禮)의 여창 및 외국사절의 인접(引接)을 관장하던 관청

칙임관: 경, 소경(少卿)
주임관: 좌장례(左掌禮), 우장례(右掌禮), 찬의(贊儀), 상례(相禮)
판임관: 주사
- 종정원(宗正院): 황실의 계보에 관한 일을 맡아보던 관아.

칙임관: 경, 군(君)
주임관: 도정(都正), 정(正), 부정(副正)
판임관: 주사
- 돈녕원(敦寧院): 황제의 친척 ·외척에 대한 보첩(譜牒)을 관장한 관청

칙임관: 영사(領事), 판사(判事), 지사(知社), 동지사(同知事)
주임관: 검지사(檢知事)
판임관: 주사
- 회계원(會計員): 황실의 예산 및 지출에 관한 일을 맡아보던 관아

칙임관: 경
주임관: 출납과장(出納課長)
판임관: 주사
- 태의원(太醫院): 임금의 진찰과 어약(御藥)의 조화(調和)를 맡아보던 관아.

칙임관: 도제조, 경
주임관: 소경, 전의(典醫), 지사
판임관: 주사
- 내장원(內藏院): 황실 경비의 예산·결산 따위를 맡아보던 관청.

칙임관: 경, 감독(監督)
주임관: 장원과장(藏園課長), 종수과장(種收課長), 수륜과장(水輪課長), 삼정과장(蔘政課長), 공세과장(貢稅課長), 기록과장(記錄課長)
판임관: 지사
- 수륜원(水輪院): 관개(灌漑)·관수(灌水) 등의 일을 맡아본 관청

칙임관: 총재(總裁), 부총재(副總裁), 감독
주임관: 과장(課長), 지사, 국장(局長)
판임관: 주사, 지수(枝手)
- 경위원(警衛院): 대궐 안팎의 경비를 맡아보던 관청.

칙임관: 총관(摠管), 총무국장(總務局長)
주임관: 총무국장, 경무관(警務官)
판임관: 주사, 총순(總巡)
- 예식원(禮式院): 외국과의 왕복 서류 따위의 번역을 맡아보던 부서

칙임관: 장(長), 부장(副長)
주임관: 외사과장(外事課長), 번역과장(飜譯課長), 참서관(參書官), 번역관(飜譯官), 문서과장(文書課長), 회계과장(會計課長), 박문과장(博文課長)
판임관: 주사, 번역관보(飜譯官保)
- 철도원(鐵道院): 철도업무를 관장하던 관청.

칙임관: 총재, 감독(監督), 부총재
주임관: 지사, 철도과장(鐵道課長), 회계과장, 문서과장
판임관: 주사, 지수
- 박문원(博文院): 국내외 온갖 서적의 보관을 맡은 관아.

칙임관: 장, 부장, 찬의
주임관: 도서
판임: 기사
- 평식원(平式院): 도량형 통일 업무를 관장하던 기구.

칙임관: 총재, 부총재
주임관: 총무과장, 검정과장(檢定課長), 지사
판임관: 주사, 지수
- 수민원(綬民院): 외국여행권을 관장한 관청

칙임관: 총재, 부총재, 도감
주임관: 총무국장(總務局長), 참사관(參事官)
판임관: 주사, 위원
- 어공원(御供院): 황실의 토지 개간, 종식(種植)•천택(川澤)•강해(江海)•제언(堤堰)•어렵(漁獵) 및 임금에게 진상하는 각종 물품에 관한 일을 담당하던 관청.

칙임관: 경
주임관: 서무과장(庶務課長)
판임관: 위원(委員), 주사
- 비원(秘院): 창덕궁 안의 공원을 관리하던 관청

칙임관: 장, 부장
주임관: 검무관(檢務官), 감동(監董)
판임관: 주사
- 제실제도정리국(帝室制度整理局): 황실 제도에 관한 일을 맡아보던 관청.

칙임관: 총재, 의정관(議定官)
주임관: 비서(秘書)
판임관: 기사(記事)
- 서북철도국(西北鐵道局): 서울~신의주 간의 철도를 놓기 위하여 설치한 기관

칙임관: 총재, 도감, 국장
주임관: 국장, 지사
판임관: 주사, 지사
- 봉상시(奉常寺): 제사(祭祀)와 시호(諡號)에 관한 일을 맡아보던 관아.

칙임관: 도제조(都提調), 제조(提調)
주임관: 부제조(副提調)
판임관: 주사
- 전선사(典膳司): 궁중의 연회·음식 등에 관한 일을 맡아보던 관청.

칙임관: 제조
주임관: 부제조, 장
판임관: 주사
- 상의사(尙衣司): 임금의 의복과 궁내의 일용품, 보물 따위의 관리를 맡아보던 관아.

칙임관: 제조
주임관: 장, 직조과장(織造課長), 지사
판임관: 주사, 지수
- 주전사(主殿司): 전각의 수호와 수리를 맡아보던 관아

주임관: 장
판임관: 주사
- 영선사(營繕司): 황실의 토목, 건축, 영선에 대한 일을 맡아보던 부서.

주임관: 장, 지사
판임관: 주사
- 물품사(物品司): 궁중에서 쓰는 물건을 사들이고 건물을 수리하는 일을 맡아보던 부서.

주임관: 장
판임관: 주사
- 태복사(太僕司): 임금이 타는 말과 수레를 관리하는 일을 맡아보던 관청.

주임관: 장, 지사
판임관: 주사, 내승(內乘)
- 통신사(通信司): 전화와 철도에 관한 일을 맡아보던 관청.

주임관: 장, 지사
판임관: 주사
- 제용사(濟用司): 식료품 및 그 밖의 특산물에 관한 사무를 맡아보던 관청.

칙임관: 장
주임관: 부장(副長), 이사(理事), 검찰관(檢察官)
판임관: 주사
- 관리서(管理署): 사찰과 산림 및 성보(城堡) 등에 관한 사무를 맡아보던 관청.

칙임관: 관리(管理), 부관(副管)
주임관: 부관, 이사
판임관: 주사
- 광학국(鑛學局): 광산에 관한 사무를 맡아보던 관청.

칙임관: 국장, 감독
주임관: 부관, 이사
판임관: 주사
- 황후궁(皇后宮): 황후에 관련된 일을 맡아 하던 관청.

칙임관: 대부(大夫)
주임관: 이사
판임관: 주사
- 시강원(侍講院): 황태자의 교육을 담당한 관청.

칙임관: 일강관(日講官), 첨사(詹事), 서연관(書筵官)
주임관: 부첨사(副詹事), 시독관(試讀官), 서연관
판임관: 시종관(侍從官)
- 강서원(講書院): 황제의 손자를 교육하는 일을 맡던 관청.

칙임관: 사(師), 전(傳), 유선(諭善), 일강관(日講官)·유덕(諭德)
주임관: 익선(翊善), 권독(勸讀), 부유덕(副諭德)
판임관: 찬독(贊讀), 위종(衛從)
- 황태자비궁(皇太子妃宮): 황태자비에 관한 일을 맡아 하던 관청.

주임관: 대부(大夫)
판임관: 주사(主事)
- 친왕부(親王府): 황자의 보익(輔翼), 시강, 호종(護從) 등의 사무를 맡아보던 관청.

칙임관: 총판(摠辦)
주임관: 영(令), 찬위(贊尉)
판임관: 전위(典衛), 전독(典讀)
- 황족가(皇族家): 황가의 사무와 회계 등의 사무를 맡아보던 관청.

주임관: 가령(家令)
판임관: 가종(家從)
- 종인학교(宗人學校): 황족의 자제를 가르치던 학교.

칙임관: 교장(校長), 도선(導善), 전훈(典訓)
주임관: 전훈
판임관: 사회(司誨), 전부(典簿)
- 원구단사제서(圓丘壇司祭署): 원구단의 일을 맡아보던 관청

칙임관: 제조
판임관: 영, 참봉(參奉)
- 종묘서(宗廟署): 종묘의 수위를 맡아보던 관아.

칙임관: 제조
판임관: 영
- 사직서(社稷署): 사직단(社稷壇)의 관리에 관한 일을 맡아보는 관청.

칙임관: 제조
판임관: 영, 참봉
- 영희전(永禧殿): 태조·세조·원종·숙종·영조·순조의 영정을 모셨던 전각.

칙임관: 제조
판임관: 영, 참봉
- 묘전관(廟展官)

칙임관: 제조(전라감사가 겸임)
판임관: 위장(진위대장군이 겸함)
- 단묘관(壇墓官)

판임관: 수봉관(守奉官)
- 능원관(陵園官)

판임관: 봉사, 참봉
- 호위대(扈衛隊): 황제의 호위를 맡았던 군대.

칙임관: 총관(摠管)
주임관: 정위(正尉), 부위(副尉), 참위(參尉)
판임관: 향관(餉官), 정군관(正軍官), 부군관(副軍官), 참군관(參軍官), 참령(參領)

## 시종원
시종원(侍從院)은 1895년에 궁내부 산하에 신설된 기구이다. 조선의 승정원과 갑오개혁 이후의 승선원의 역할을 이어받아, 왕의 시종과 시강 업무를 맡았다. 시종원 산하에는 왕의 비서 업무를 맡는 비서감과 왕의 건강 상태를 전담하는 전의사를 두었다. 1895년에 궁내부 조직이 대폭 축소되면서 경연청, 시강원 및 내의원이 폐지되어 해당 기능이 시종원으로 이관되었다. 시종원의 수장은 시종원경이다.

## 관원
궁내부의 소속된 관원은 궁내부대신 1인, 협판 1인, 참서관 3인, 통역관 2인, 주사 10인, 특진관 15인 이내 등으로 구성되어 있다.

## 같이 보기
- 이왕직
- 광무개혁

## 참고 자료
- 신동준 (2007년 11월 9일). 〈제17장 고종 - 광무개혁〉. 《조선의 왕과 신하, 부국강병을 논하다》. 서울: 살림. ISBN 9788952207395.